# Крогманн, Вилли
Вилли Крогманн (13 сентября 1905 — 20 марта 1967) — немецкий историк-медиевист, лингвист и филолог.

## Биография
Сын торговца деревом Генриха Крогманна, мать, Августа Мейер, происходила из мекленбургских крестьян.
Крогманн изучал в 1924-1928 гг. германистику, филологию, новую и новейшую историю в Ростоке и Лейпциге. В 1928 г. защитил диссертацию в Ростоке на тему "Исследования о происхождении «Трагедии о Гретхен", а в 1939 г. — докторскую диссертацию в Кёнигсберге. С 1940 г. — член Фризской академии (Леуварден).
До 1933 г. работал по договорам в Лейпциге. Карьере Крогманна способствовало его членство в НСДАП (с 1933 г.) и Национал-социалистическом союзе немецких доцентов.
В 1933-1936 гг. — сотрудник рабочей группы по изданию Немецкого словаря братьев Гримм. В 1939-1945 и с 1960 г. преподавал фризский язык в Гамбургском университете.
В годы Второй мировой войны служил в качестве зондерфюрера вермахта в оккупированных Нидерландах.
С 1947 г. работал над составлением словаря гельголандского диалекта фризского языка.
С 1948 г. — директор Фризского института в Гамбургском университете, вел там же курсы по нижненемецкому языку, германским древностям и рунологии с 1952 г. по договору, а с 1960 г. на постоянной основе.

### КритикаХроники Ура Линда
Несмотря на своё членство в нацистских организациях, Крогманн подверг критике изданную в 1933 г. Германом Виртом на немецком Хронику Ура Линда, указав на её искусственность как с исторической, так и с филологической точек зрения.

## Сочинения
1930-е
- Goethes Ringen mit Wetzlar. Berlin: Ebering, 1932.
- Das Friederikenmotiv in den Dichtungen Goethes. Berlin: Ebering, 1932.
- Uns' Meckelborg. Wismar: Hinstorffsche Verlbh., 1933.
- Mudspelli auf Island. Wismar: Hinstorffsche Verlbh., 1933.
- Goethes "Urfaust". Berlin: Ebering, 1933.
- Der Name der Germanen. Wismar: Hinstorffsche Verlbh., 1933.
- Das Arminiusmotiv in der deutschen Dichtung. Wismar: Hinstorffsche Verlbh., 1933.
- Der Rattenfänger von Hameln. Berlin: Ebering, 1934.
- Ahnenerbe oder Fälschung? Berlin: Ebering, 1934.
- Deutsch. Berlin: de Gruyter, 1936.
- Ein altsächsisches Lied vom Ende der Welt in hochdeutscher Übersetzung. Berlin: R. Pfau, 1937.
- Die Heimatfrage des Heliand im Lichte des Wortschatzes. Wismar: Hinstorffsche Verlbh., 1937.
- Der Berliner Totentanz. Berlin, 1937.
- Das Redentiner Osterspiel. Leipzig: Hirzel, 1937.
- Berliner Sprachproben aus sieben Jahrhunderten. Berlin: R. Pfau, 1937.
- Die Duenos-Inschrift. Berlin: R. Pfau, 1938.

1940-е
- Vom Fräulein aus Britannia. Halle/Saale: Niemeyer, 1940.
- Die Schleswiger Truthähne. Hamburg: Hansischer Gildenverl., 1940.
- Dichtungen um Martje Floris' Gesundheit. Neumünster: Wachholtz, 1940.
- Breiz da Vreiziz! Halle/Saale: Niemeyer, 1940.
- Die heilige Insel. Assen: Van Gorcum & Comp., [1942].
- Von Hamburg nach Helgoland vor hundert Jahren. Hamburg: Hermes, 1947.
- Till Ulenspegel. Hamburg: Hermes, 1947.
- Spuren der Gottheit. Hamburg: Hermes, 1947.
- Gerhart Hauptmann Hamburgensis. Hamburg: Hermes, 1947.
- Die Jugendgeliebte. Hamburg: Hermes, 1948.
- Goethes Bild auf der Briefmarke. Hamburg: Hansischer Gildenverl., 1949.

1950-е
- Hermann Bossdorfs alte Heimat. Hamburg: Hermes, 1950.
- Eulenspiegels Grabstein. Hamburg: Hermes, 1950.
- Ulenspegel. Neumünster: Wachholtz, 1952.
- Altfriesische Balladen. Aurich: Verl. Ostfriesische Landschaft, 1953.

1960-е
- Bunte Kuh. Ebenhausen b. München: Langewiesche-Brandt, 1960.
- Bibliographie zum Nibelungenlied und zur Klage. Hamburg: W. Heimberg, 1960 (als Ms. gedruckt zum Gebrauch f. Vorlesungen).
- Der Dichter des Nibelungenliedes. Berlin: E. Schmidt, 1962.
- Bibliographie zu Wolfram von Eschenbach. Hamburg, 1963 (als Ms. gedruckt).
- Absicht oder Willkür im Aufbau des Heliand. Hamburg: Wittig, 1964.
- Wilhelm Meister in Hamburg. Hamburg: Buske, 1965.

1970-е
- Der althochdeutsche 138. [hundertachtunddreissigste] Psalm. Hamburg: Wittig, 1973.